# Lažni Dimitrij I.
Dimitrij I. (rusko Димитрий I, latinizirano: Dimitrij I.), zgodovinsko znan kot Lažni Dimitrij I. (rusko Лжедмитрий I, latinizirano: Lžedmitrij I) je bil ruski car, ki je vladal od 10. junija 1605 do svoje smrti 17. maja 1606 pod imenom Dimitrij Ivanovič (rusko Дмитрий Иванович, latinizirano: Dmitrij Ivanovič), * 19. oktober 1582 (trditev), † 1. maj 1606, Uglič, Rusko carstvo.
Po zgodovinarju Chesterju S.L. Dunningu je bil "edini ruski car, ki je prišel na prestol z vojnim pohodom in ljudsko vstajo". Bil je prvi in najuspešnejši od treh samozvancev, ki so v tako imenovanem obdobju težav trdili, da so carjevič Dimitrij Ivanovič, najmlajši sin  carja Ivana Groznega, ki je domnevno ušel umoru leta 1591. Na splošno velja, da je Dimitrij umrl v Ugliču.

## Ozadje
Dimitrij I. je vstopil v zgodovino okoli leta 1600, ko je s svojim znanjem in pogumom naredil dober vtis na patriarha Joba Moskovskega. Ko je zanj slišal car Boris Godunov, je ukazal, naj ga ujamejo in zaslišijo. Dimitrij je pobegnil h knezu Konstantinu Ostroškemu v Ostrog v poljsko-litovsko Republiko obeh narodov. Kasneje je vstopil v službo  Wiśniowieckih, polonizirane družine iz Rutenije. V zgodbah, ki jih je pripovedoval Dimitrij, sta predvsem kneza  Adam in Mihal Wiśniowiecki videla priložnost, da izkoristita politična nesoglasja v Rusiji.
Za Dimitrija se je šušljalo, da je nezakonski sin poljskega kralja Štefana Báthoryja, ki je vladal od leta 1575 do 1586. Po eni od kasnejših zgodb je to izjavil, ko ga je  oklofutal nasilen gospodar. Dimitrij sam je trdil, da je njegova mati, vdova carja Ivana Groznega, slutila, da ga namerava Boris Godunov umoriti, zato je malega carjeviča prepustila skrbi svojega zdravnika. Slednji ga je več let skrival po ruskih samostanih.  Po zdravnikovi smrti je Dimitrij pobegnil na Poljsko, kjer je nekaj časa služboval kot učitelj, potem pa sprejel službo pri Wiśniowieckih. Več ljudi, ki so poznali carja Ivana, je trdilo, da je Dimitrij resnično podoben mlademu carjeviču. Imel je tudi nekaj aristokratskih značilnosti: bil je spreten jezdec, pismen in tekoče govoril rusko, poljsko in francosko.
Ne glede na to, ali je bila Dimitrijeva zgodba verodostojna ali ne, so bratje Wiśniowiecki skupaj s Samuelom Tyszkiewiczem, Janom Sapieho, Romanom Różyńskim in še nekaj drugimi poljskimi plemiči kmalu pristali, da bi Dimitrija v celoti podprli proti carju Borisu Godunovu. Marca 1604 je Dimitrij obiskal dvor Sigismunda III. v Krakovu. Kralj ga je načelno podprl, vendar ni obljubil vojaške pomoči, ki bi mu pomagala utreti pot do ruskega prestola. Da bi pridobil podporo vplivnih jezuitov, se je Dimitrij 17. aprila 1604 javno spreobrnil v rimokatoliško vero, s čimer je prepričal papeškega nuncija Claudija Rangonija, da ga je podprl.
Med srečanjem na dvoru je srečal Marino Mnišek, hčerko poljskega plemiča Jurija Mnišeka. Kasneje je Jurija zaprosil za njeno roko in mu obljubil, da bo v zameno po prihodu na prestol družini Mnišek podelil vse pravice v mestih Pskov, Novgorod, Smolensk in Novgorod-Siverski.

## Pot na ruski prestol
Ko je Boris Godunov izvedel za poljske načrte, je začel širiti trditev, da je mladenič pobegli menih Grigorij Otrepjev, rojen kot Jurij Otrepjev. Na katerih osnovah so temeljile carjeve trditve, ni znano. Carjeva javna podpora je ne glede na to kmalu začela upadati, še posebej, ko so začeli Dmitrijevi pristaši  širili protiinformacije. Za Dimitrija se je izdajalo tudi več drugih ruskih bojarjev, kar jim je dalo "legitimno" pravico, da carju ne plačujejo davkov.
Dimitrij je zdaj dobil popolno podporo Republike obeh narodov in zbral majhno vojsko približno 3.500 mož iz različnih zasebnih vojsk. Marca 1605 se je z njo odpravil v Rusijo. Na dolgem pohodu na Moskvo so se mu pridružili številni Borisovi sovražniki, vključno z južnimi kozaki. Združena vojska se je dvakrat spopadla  z ruskimi vojaki. Prvič je zmagala, osvojila Černigov (sedanji Černigiv), Putivl, Sevsk in Kursk. V drugi bitki je bila krepko poražena in je skoraj razpadla. Dimitrija je rešila novica, da je car Boris Godunov 13. aprila 1605 nepričakovano umrl. 
S smrtjo nepriljubljenega carja je bila odpravljena še zadnja ovira do Dimitrijevega uspeha. Zmagovita ruska vojska je dezertirala na Dimitrijevo stran, njej pa so sledili še drugi. 1. januarja so nezadovoljni moskovski bojarji izvedli dvorni udar, aretirali novega carja Fjodorja II. in njegovo mater, vdovo Borisa Godunova. 
20. junija je Dimitrij triumfalno vstopil v Moskvo. 21. julija ga je novi moskovski patriarh Ignacij kronal za ruskega carja.

## Vladanje
Da bi utrdil svojo oblast, je obiskal grob carja Ivana in samostan njegove vdove Marije Nagaja, ki ga je sprejela za sina in potrdila njegovo zgodbo. Godunove, tudi carjeviča Fjodorja II. in njegovo mater, so usmrtili. Prizanesli so samo carični Ksenji, ki jo je Dimitrij za pet mesecev vzel za svojo carsko priležnico. Številnim plemiškim družinam, ki jih je Boris Godunov izgnal (Šujski, Goličini, Romanovi in drugi), je Dimitrij dovolil vrnitev v Moskvo. Fjodor Romanov, začetnik kasnejše carske dinastije, je bil imenovan za rostovskega metropolita. Njegovega predhodnika Joba, ki ni priznal novega carja, so izgnali.
Dimitrij je načrtoval več političnih in gospodarskih reform. Ponovno je uvedel Jurijev dan, s katerim je poskušal olajšati položaj kmetstva.  Na ta dan je bilo tlačanom dovoljeno, da zamenjajo svojega zemljiškega gospoda. Carjev izbranec na dvoru je bil osemnajstletni knez Ivan Hvorostinin, ki je bil po mnenju zgodovinarjev eden od prvih Rusov, ki je dal dvoru zahoden značaj.
V zunanji politiki se je povezoval predvsem z Republiko obeh narodov in Papeško državo. Načrtoval je vojno proti Osmanskemu cesarstvu in v ta namen naročil masovno proizvodnjo strelnega orožja. V dopisih se je naslavljal kor "car Rusije", stoletje pred Petrom I., čeprav v tistem času naziv ni bil uradno priznan. Stalno se je bril in strigel, kar je bilo za tisti čas zelo nenavadno.
8. maja 1606 se je v Moskvi poročil z Marino Mnišek. V tistem času je bilo v navadi, da se je carjeva nevesta druge  vere spreobrnila v pravoslavje.  Po Moskvi so se začele širiti govorice, da je Dimitrij poljskemu kralju Sigismundu in papežu Pavlu V. obljubil, da bo Rusko pravoslavno cerkev združil s Svetim sedežem in dobil njuno podporo. Združitev naj bi bila eden od razlogov, da se carica Marina ni spreobrnila v pravoslavno vero, kar je razjezilo pravoslavno cerkev, bojarje in prebivalstvo.
Zamerljivi knez Vasilij Šujski, glavar bojarjev, je začel kovati zaroto proti carju in ga obtožil, da širi katolištvo, luteranstvo in sodomijo. Za te obtožbe je dobil široko podporo, predvsem zato, ker se je Dimitrij obdal s tujci, ki so se posmehovali ruskim običajem.  Po ruskem letopiscu Abrahamu Palicinu je Dimitrij veliko Moskovčanov razjezil z dovoljenjem katoliškim in protestantskim najemnikom. ki so jih Rusi imeli za heretike, da molijo v pravoslavnih cerkvah.
Šujskijevi pristaši so začeli širiti vest, da namerava car ukazati svojim poljskim zaveznikom, naj zaprejo moskovska mestna vrata in pobijejo meščane. Dokazov za takšen ukaz ni, Palicinova kronika pa ukaz navaja kot nedvomno dejstvo.

## Smrt
17. maja 1606 zjutraj, deset dni po Dimitrijevi poroki, je v Kremelj vdrla množica bojarjev in meščanov. Dimitrij je poskušal pobegniti, skočil skozi okno in pri padcu zlomil nogo. Zatekel se je v kopališče in se poskušal skriti, vendar so ga prepoznali in zvlekli pred bojarje, ki so ga na zahtevo množice ubili. Njegovo truplo so najprej razstavili in nato upepelili. Njegov pepel so baje s topom izstrelili proti Poljski. Po Palicinu je bilo po Dimitrijevi usmrtitvi »po moskovskih ulicah prelite veliko heretične krvi«.
Dimitrijevo vladanje je trajalo manj kot enajst mesecev. Njegov naslednik je bil knez Šujski, ki je vladal kot Vasilij IV.. Za Dimitrijem I. sta se pojavila še dva lažna Dimitrija (II. in III.). Prvega od njiju je carica Marina sprejela kot svojega padlega moža.